# Manley Hot Springs
Manley Hot Springs est une localité d'Alaska aux États-Unis appartenant à la Région de recensement de Yukon-Koyukuk. Sa population était estimée à 89 personnes en 2010.
Manley Hot Springs est située  à 8 kilomètres au nord de la rivière Tanana, à l'extrémité de la Elliott Highway, 260 kilomètres à l'ouest de Fairbanks.

## Histoire

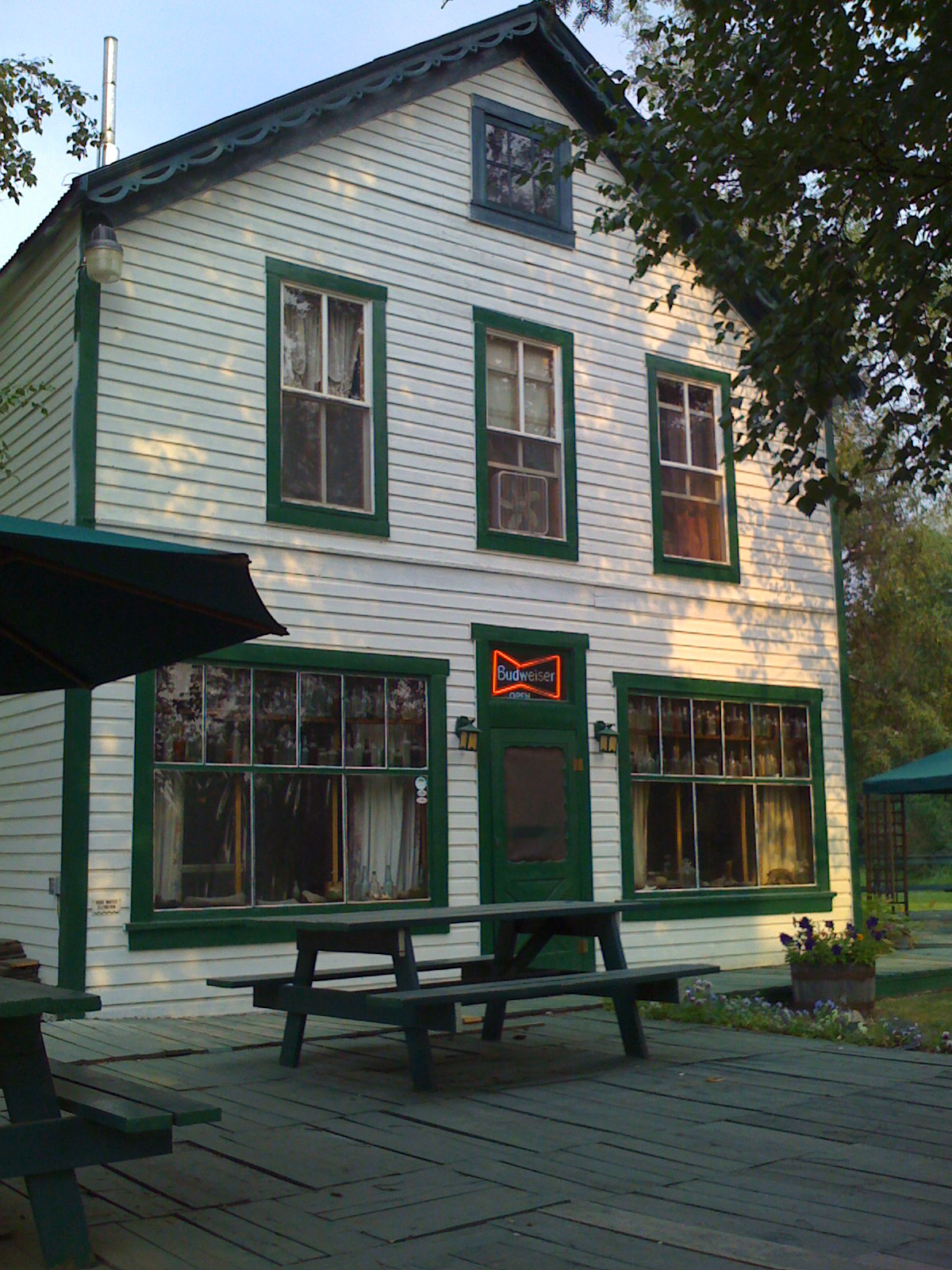
Maison construite en 1903, servant toujours de relai et d'unique hôtel-restaurant de la localité

En 1902, le prospecteur Kohn Karshner découvrit plusieurs sources chaudes dans la région. Il commença à pratiquer l'agriculture, tandis que la même année, l'armée américaine construisait une station de télégraphe. L'endroit devint un point d'approvisionnement des zones minières de Tofty et Eureka, et prit le nom de Baker's Hot Springs, d'après le nom de la rivière voisine Baker Creek.
La culture et l'élevage locaux fournissaient la viande fraîche, la volaille et tous les produits alimentaires destinés à la vente. En 1903, Sam's Rooms and Meals ouvrit, actuellement appelé Manley Roadhouse. L'établissement appartenait à Robert E. Lee, qui fut aussi le postier de la ville, jusqu'à sa mort.
En 1907, un mineur nommé Frank Manley construisit le Hot Springs Resort Hotel, un bâtiment comprenant 45 chambres, un chauffage à la vapeur, l'électricité, l'eau chaude, un bar, un restaurant, une salle de billard, une piscine olympique chauffée. L'hôtel avait un bateau privé qui transportait les clients depuis les vapeurs de la rivière Tanana jusqu'à la localité. En hiver, une diligence partant de Fairbanks mettait deux jours pour y arriver. La ville fut alors rebaptisée Hot Springs.
L'établissement hôtelier, ainsi que les mines avoisinantes accentuèrent la prospérité de la ville, qui vit ouvrir un magasin de fournitures générales, un journal, une boulangerie, des magasins de confection, et autres entreprises commerciales. La population, en 1910 atteignit les 500 personnes.
En 1913, le grand hôtel brûla, les mines cessèrent d'être exploitées, et en 1920 il ne restait plus que 29 résidents.
C'est en 1957 que la localité prit le nom de Manley Hot Springs.

## Accès et transports

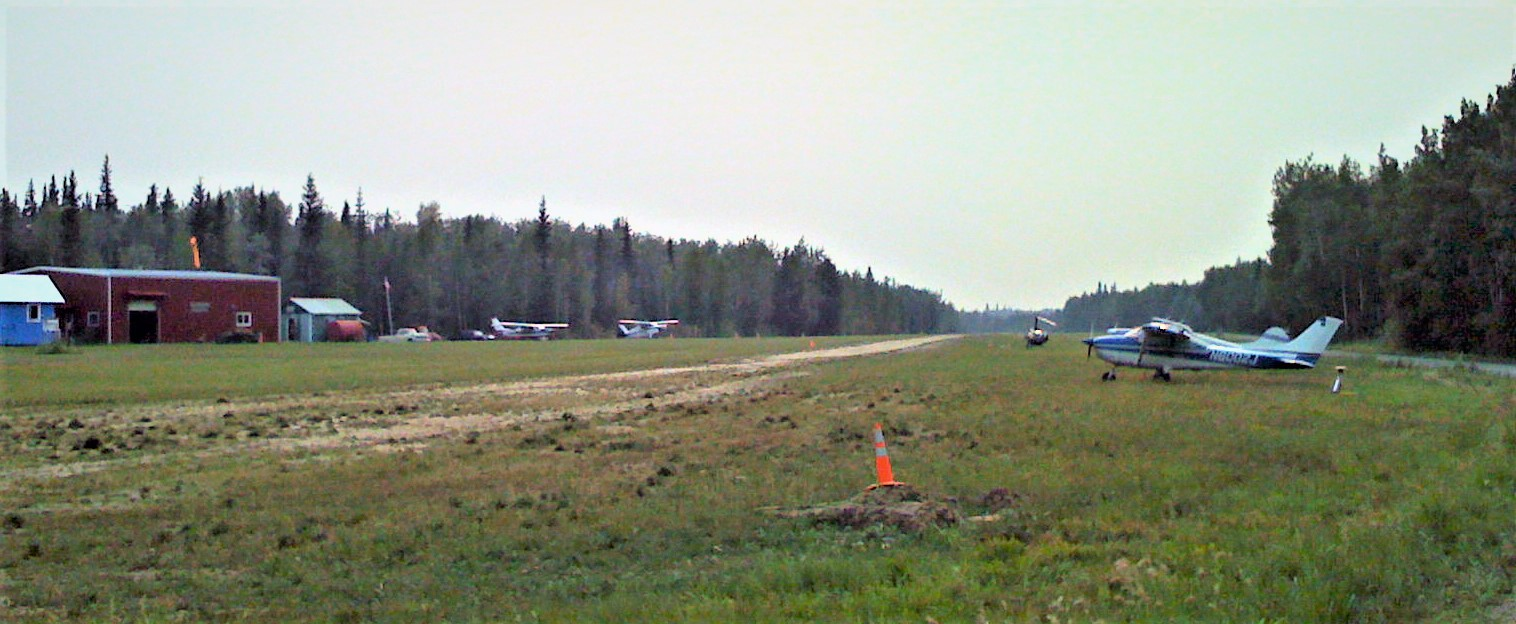
L'aéroport de Manley Hot Springs

L'Elliott Highway, achevée en 1959, a permis l'accès direct depuis Fairbanks toute l'année. Jusqu'en 1982, elle était toutefois fermée en hiver.
Manley Hot Springs possède un aérodrome.

## Démographie
| 1910 | 1920 | 1930 | 1940 | 1950 | 1960 |
| ---- | ---- | ---- | ---- | ---- | ---- |
| 101  | 29   | 45   | 39   | 29   | 72   |

| 1970 | 1980 | 1990 | 2000 | 2010 | - |
| ---- | ---- | ---- | ---- | ---- | - |
| 34   | 61   | 96   | 72   | 89   | - |

## Sources et références
- (en) CIS

- (en) Cet article est partiellement ou en totalité issu de l’article de Wikipédia en anglais intitulé « Manley Hot Springs, Alaska » (voir la liste des auteurs).

1. ↑  « Statistiques des États-Unis - Alaska - Profils des communautés de 2010 » (consulté en novembre 2020)